# Mulhid
Mulhid (arabisch ملحد, DMG mulḥid ‚Abweichler‘, Plural mulḥidūn oder malāḥida, Kollektivum mulḥida) ist im Bereich des Islams ein herabsetzender Ausdruck für eine Person, die eine vom rechten Glauben abweichende religiöse oder materialistische Lehre vertritt. Eine solche abweichende Lehre wird auf Arabisch als Ilhād (إلحاد / ilḥād) bezeichnet.
Der Begriff „Mulhid“ wird meist mit Häretiker, Ketzer oder Apostat übersetzt. Nachdem ihn die Umaiyaden während des Zweiten Bürgerkriegs (680–692) vor allem für ihren politischen Gegner ʿAbdallāh ibn az-Zubair verwendet hatten, diente er in der frühen Abbasidenzeit als pejorative Bezeichnung für offene oder heimliche Anhänger iranischer Religionen sowie für Philosophen. Im Laufe des 12. Jahrhunderts wurde er zur wichtigsten Fremdbezeichnung für die schiitischen Ismailiten. Ab dem späten Mittelalter wurde er auch für Anhänger der Wahdat-al-wudschūd-Lehre verwendet. Seit den 1930er Jahren ist „Mulhid“ im arabischen Sprachraum die allgemeine Bezeichnung für Anhänger atheistischer Positionen.

## Wortherkunft und koranische Aussagen
Das arabische Wort mulḥid, das sich aus den drei Wurzelkonsonanten l-ḥ-d zusammensetzt, stellt ein aktives Partizip zu dem arabischen Verb alḥada dar, das die Bedeutung von „sich neigen, vom rechten Wege abweichen“ hat. Es gibt keinen Beleg dafür, dass das Wort schon in vorislamischer Zeit in religiöser Bedeutung verwendet wurde. Die islamische Verwendung knüpft an die drei folgenden Koranverse an, in denen das Verb alḥada vorkommt:
- Sure 7:180: „Und Gott stehen die schönen Namen zu. Ruft ihn damit an und verlasst diejenigen, die hinsichtlich seiner Namen eine abwegige Haltung einnehmen“ (wa-ḏarū llaḏīna yulḥidūna fī asmāʾi-hī).
- Sure 41:40: „Diejenigen, die hinsichtlich unserer Zeichen eine abwegige Haltung einnehmen (yulḥidūna fī āyātinā), sind uns nicht verborgen.“
- Sure 22:25: „Diejenigen, die ungläubig sind und (ihre Mitmenschen) vom Wege Gottes und der Heiligen Kultstätte abhalten, die wir für die Menschen gemacht haben, sowohl für den dort Wohnenden als auch für den, der in der Wüste lebt. Wer in ihr frevelhaft nach Abwegigkeit (ilḥād) strebt, den lassen wir schmerzhafte Strafe schmecken.“

Der in dem letzten Vers vorkommende Begriff ilḥād ist das Verbalsubstantiv zu dem Verb alḥada und ist in nachkoranischer Zeit zum allgemeinen Begriff für „Häresie“, „Ketzerei“ und religiöse Devianz geworden.

## ʿAbdallāh ibn az-Zubair als Mulhid
Zum religiös-politischen Kampfbegriff wurde mulḥid wahrscheinlich zum ersten Mal während des Zweiten Bürgerkriegs (680–692). Die Umaiyaden verwendeten in dieser Auseinandersetzung den Begriff gegen ihren Gegner ʿAbdallāh ibn az-Zubair, der in Mekka ein Gegenkalifat gegründet hatte. So soll zum Beispiel schon der Kalif Yazid I. (reg. 680–683) in einem Brief an ʿAbdallāh ibn ʿAbbās von ʿAbdallāh ibn az-Zubair als dem "plündernden und abtrünnigen Mulhid" (al-mulḥid al-ḥārib, al-mulḥid al-māriq) gesprochen haben. Und auf der Konferenz von al-Dschābiya im Jahre 683 soll der Kalbit Hassān ibn Mālik die Menschen dazu aufgefordert haben, Marwān ibn al-Hakam den Treueid zu leisten, weil er mehr Unterstützung verdiene als der Mulhid Ibn az-Zubair. Auch die in Kufa herrschenden Kaisaniten, die Muhammad ibn al-Hanafīya als den rechtmäßigen Herrscher betrachteten und eine dritte Partei in dem Konflikt bildeten, machten sich den Begriff zu eigen. Der kaisanitische Dichter Abū t-Tufail (oder sein Sohn Tufail) pries Muhammad ibn al-Hanafīya in einem Gedicht als Mahdi und sprach ihn dann mit den Worten an: „Du bist der Imam, der zur Herrschaft erwählte Führer, nicht Ibn az-Zubair, [...] der ‚Abweichler‘ (al-mulḥid)“.
Um ʿAbdallāh ibn az-Zubair zu delegitimieren, verbreitete die umaiyadische Propaganda Hadithe, wonach der Prophet Mohammed vorausgesagt hatte, dass „ein Mann von den Quraisch in Mekka sich abweichlerisch verhalten wird (yulḥidu), auf den die Hälfte von Gottes Strafe (im Jenseits) hinabkommen wird“ bzw. „sich ein Mann von den Quraisch (in dem Heiligtum) abweichlerisch verhalten wird, dessen Verbrechen, wenn sie gegen die Verbrechen der Menschheit und der Dschinn abgewogen werden, schwerer ins Gewicht fallen werden.“
Die Anhänger von ʿAbdallāh ibn az-Zubair wurden in der umaiyadischen und schiitischen Propaganda sogar kollektiv als Mulhidūn beschimpft. Umgekehrt charakterisierte der pro-umaiyadische Dichter Dscharīr (gest. 728 oder später) die loyalen Anhänger der Umaiyaden als Menschen, „die niemals Abwegigkeit im Sinn gehabt haben“ (wa-lā hammū bi-ilḥād). Nach einer Tradition, die in dem Musnad von Ahmad ibn Hanbal überliefert ist, trat al-Haddschādsch ibn Yūsuf nach der Eroberung von Mekka und der Tötung von ʿAbdallāh ibn az-Zubair seiner Mutter Asmā' bint Abī Bakr entgegen und sagte unter Anspielung auf Sure 22:25 und die von umaiyadischen Propaganda verbreiteten Hadithe: „Dein Sohn hat sich wahrlich abweichlerisch verhalten (alḥada). Gott hat ihn eine schmerzhafte Strafe schmecken lassen“. Asmā' soll daraufhin geantwortet haben: „Du lügst. Er war pietätvoll gegenüber seinen Eltern, hat nachts ständig gebetet und gefastet. Bei Gott, der Gottesgesandte hat uns mitgeteilt, dass aus dem Stamm Thaqīf zwei Erzlügner erstehen werden, der zweite schlimmer als der erste, weil er ein mutwilliger Zerstörer ist.“ Damit soll sie al-Muchtār ibn Abī ʿUbaid und al-Haddschādsch selbst gemeint haben.

## Späterer umaiyadischer Wortgebrauch
In der späten Umaiyadenzeit wurde der Begriff auch für Charidschiten verwendet. So sagt der Dichter Ru'ba ibn al-ʿAddschādsch (gest. 762) über den charidschitischen Führer al-Dahhāk ibn Qais al-Schaibānī (gest. 746), dass ihm jeder Mulhid folgte. Auch bei den Umaiyaden in al-Andalus wurde der Begriff benutzt. Von ʿAbd al-Malik ibn Habīb (gest. 853) wird überliefert, dass er ein „Buch über die Verfahrensweise des Herrschers mit den Abweichlern“ (Kitāb Sīrat al-imām fī l-mulḥidīn) verfasst hat. Hierbei handelte es sich wahrscheinlich um eine Sammlung von einschlägigen Rechtsentscheiden des Herrschers.

## Als Bezeichnung für Anhänger iranischer Religionen und Philosophen
Im frühen Abbasidenstaat erhielt der Begriff mulḥid eine neue Bedeutung. Er wurde nun für schuʿūbitisch gesinnte Literaten, Dichter und Denker verwendet, die dem Zoroastrismus und Manichäismus zuneigten. Ein Mann dieses Typs war der Dichter Baschschār ibn Burd, der 783 auf Befehl des Kalifen al-Mahdī hingerichtet wurde. In den Aġānī von Abū l-Faradsch al-Isfahānī wird vor den betrügerischen und verführerischen Worten „dieses abweichlerischen Blinden“ (hāḏā al-aʿmā al-mulḥid) gewarnt. Nach Abū l-Hasan al-Aschʿarī (gest. 935) umfasst der Begriff Mulhida diejenigen, die Gott aller Eigenschaften entkleiden (al-muʿaṭṭila), die vom Manichäismus beeinflussten Denker (az-zanādiqa), die Dualisten (aṯ-ṯanawīya), die Brahmanen (al-barāhima) und „andere, die den Schöpfer leugnen und die Existenz von Propheten abstreiten“. Einer der wenigen Theologen, der selbst offen bekannte, ein Mulhid zu sein, war Ibn ar-Rāwandī.
Verschiedene Kalām-Gelehrte des achten und neunten Jahrhunderts verfassten eigenständige Werke zur Widerlegung von Mulhidūn, darunter muʿtazilitische Theologen wie  Abū l-Hudhail, Bischr ibn al-Muʿtamir, an-Nazzām, ʿĪsā ibn Sabīh al-Murdār, Abū Bakr al-Asamm und Dirār ibn ʿAmr, der Murdschi'it al-Husain an-Naddschār, der Ibadit al-Haitham ibn al-Haitham und der zaiditische Imam al-Qāsim ibn Ibrāhīm ar-Rassī (gest. 860). Erhalten hat sich von diesen Werken lediglich das Buch zur Widerlegung des Mulhid (Kitāb al-Radd ʿalā al-mulḥid) von al-Qāsim ibn Ibrāhīm. Der anonyme Mulhid wird hier als ein religiöser Skeptiker gezeichnet, der zum Atheismus neigt. Nach Ansicht von Abū Hilāl al-ʿAskarī (gest. nach 1015) war der muʿtazilitische Theologe Wāsil ibn ʿAtā' derjenige, der sich am besten von allen Menschen auf die Widerlegung von „Abweichlern“ (mulḥida) verstand.
Ab dem 10. Jahrhundert hat man den Mulhid-Begriff gerne auch auf Philosophen angewandt. So schreibt zum Beispiel ʿAbd al-Qāhir al-Baghdādī in seinem häresiographischen Werk al-Farq bain al-firaq, dass sich der Muʿtazilit an-Nazzām im Alter unter eine Gruppe von „philosophischen Abweichlern“ (mulḥidat al-falāsifa) gemischt habe. Al-Aschʿarī (gest. 935) hat nach eigenem Bekunden ein Buch über die „Lehrmeinungen der Abweichler“ (maqālāt al-mulḥidīn) abgefasst, in dem er die kosmologischen Theorien der alten Philosophen diskutierte. Al-Dschuwainī meinte, dass zur Grundlage der Mulhida der Glaube gehöre, „dass vor dem Zyklus, in dem wir leben, unendlich viele weitere Zyklen abgelaufen sind“.

## Als Bezeichnung für die Ismailiten
Ab dem 12. Jahrhundert wurde Mulhida bzw. Malāhida zu einer der wichtigsten Fremdbezeichnungen für die Ismailiten. Dies geschah möglicherweise aufgrund ihrer Nähe zur Philosophie. Asch-Schahrastānī (gest. 1153) ist diese Bezeichnung für die Ismailiten geläufig. Er vermerkt in seinem doxographischen Werk al-Milal wa-n-niḥal, dass man die Ismailiten im Irak als Bātiniten, Qarmaten oder Mazdakiten bezeichne, während man sie in Chorasan Taʿlīmīya oder Mulhida nenne. Auch der anonyme Autor, der 1160 für den seldschukischen Sultan Muhammad II. (reg. 1153–1160) das persische Buch Einige Schändlichkeiten der Rāfiditen (Baʿḍ faḍāʾiḥ ar-Rawāfiḍ) verfasste, verwendet darin den Begriff mulḥidān (pers. Plural) für die Ismailiten. Er zählt in einer Liste zehn Gemeinsamkeiten zwischen Rāfiditen und Mulhids auf, wobei er mit ersteren die Zwölfer-Schiiten meint:
1. Beide seien sie rachsüchtig gegenüber den Muslimen;
2. Was die Mulhids über al-ʿAzīz von Ägypten lehren, lehren die Rāfiditen über den Qā'im (= Mahdi);
3. Sowohl Mulhids auch Rafiditen rühmen ʿAlī ibn Abī Tālib und die Aliden, obwohl diese sie verabscheuen;
4. Mulhid und Rāfidit tragen beide eine weiße Standarte;
5. Während sich der Mulhid auf die Scharia nur in der Auslegung von al-ʿAzīz von Ägypten stützt, lehrt der Rāfidit, dass nur der Qā'im ihre Auslegung kennt, weil er unfehlbar ist;
6. Sowohl der Mulhid als auch der Rāfidit schmähen Abū Bakr, ʿUmar ibn al-Chattāb, ʿUthmān ibn ʿAffān und die gesamten Prophetengefährten und die frommen Altvorderen (as-salaf aṣ-ṣāliḥ);
7. Rāfidit und Mulhid ergänzen im Gebetsruf die Formel ḫair al-aʿamal („das beste Werk“);
8. Sowohl Rāfidit als auch Mulhid tragen einen Ring an ihrer rechten Hand;
9. Beim Totengebet sprechen Mulhid und Rāfidit fünf Mal den Takbīr.
10. Mulhid und Rāfidit lassen beim Gebet die Hände herabhängen und verwenden für ihre Imame die Formel ṣalawāt Allāh ʿalaihī („Die Gebete Gottes seien über ihm“).[27]

Der persische Geschichtsschreiber Mīrchānd (gest. nach 1495) erklärt, dass man die Ismailiten erst Malāhida nannte, nachdem sich ihr Missionar Hasan II. (amtierte 1162–1166) selbst zum Imam ausgerufen und die Scharia für aufgehoben erklärt hatte, dann aber diese Bezeichnung auch für die früheren Ismailiten verwendet wurde. Wenn diese Erklärung die historische Realität wiedergibt, kann sie sich nur auf die spezielle Pluralform Malāhida beziehen, denn schon dem 1153 gestorbenen asch-Schahrastānī war ja die Wortform Mulhida bereits geläufig.
Tatsächlich wird die Wortform Malāhida in den letzten Jahrzehnten des 12. Jahrhunderts sehr populär und dient auch als Bezeichnung für die früheren Ismailiten. So erklärt zum Beispiel Ibn al-ʿImrānī (gest. 1184) in seiner Kalifengeschichte al-Inbāʾ fī taʾrīḫ al-ḫulafāʾ hinsichtlich des seldschukischen Wesirs Nizām al-Mulk, dass er von Malāhida getötet worden sei, womit er die ismailitischen Fidā'īyūn meinte. Auch zeitgenössische zaiditische Texte aus dem frühen 13. Jahrhundert verwenden den Begriff Malāhida für die ismailitische Gemeinschaft, während sie die von Alamut ausgesandten Attentäter als Haschīschī bezeichnen, ein Begriff, auf den der in Europa üblich gewordene Name der Assassinen zurückgeht. Auch in Syrien wurde um diese Zeit  Malāhida als Bezeichnung für die nizāritischen Ismailiten geläufig. So beschreibt zum Beispiel der andalusische Reisende Ibn Dschubair, der von 1189 bis 1191 Syrien bereiste, dass die Abhänge des Libanongebirges von ismailitischen Malāhida bewohnt waren, einer Sekte, „die vom Islam abgefallen war und einem Menschen Göttlichkeit zuerkannte“. Später beschrieb der syrische Geschichtsschreiber Gregorius Bar-Hebraeus (gest. 1286) in seiner "Geschichte der Dynastien" die Belagerung der Malāhida-Burgen durch Hülägü.
In der Zeit der Mongolen verbreiteten chinesische und europäische Reisende diesen Namen als Bezeichnung für die Nizāriten auch in ihren Heimatländern. In der chinesischen Hofchronik Yüan-shi wird der Name mit Mu-la-i, Mu-lo-i bzw. Mu-li-hsi wiedergegeben, in anderen chinesischen Quellen als Mu-nai-hsi und Mu-la-hsi. Wilhelm von Rubruk schrieb: „Möngke Khan schickte seinen leiblichen Bruder in das Gebiet der  Assassinen, das von ihnen Mulihet genannt wurde, und bestimmte, dass alle getötet werden sollten“ (Mangu Chan misit fratrem suum uterinum in terram Hassassinorum qui dicitur Mulihet ab eis, et precepit quod omnes interficiantur). Marco Polo nennt das Land der Ismailiten Mulahet und stimmt in der Beschreibung ihres mystischen Kults mit den chinesischen Quellen sehr genau überein.
Wie aus einem Brief hervorgeht, den Silvestre de Sacy 1808 von einem Freund in Teheran erhielt, wurden auch um diese Zeit die Ismailiten in Persien noch als Malahida (bzw. in moderner Aussprache Melāhede) bezeichnet. Wie der Freund berichtete, residierte ihr Imam in Kehek, einem Dorf in der Nähe von Ghom.

## Als Bezeichnung für die Anhänger der Wahdat al-wudschūd
Im späten Mittelalter veränderte sich die Bedeutung des Begriffs erneut. Nach dem maturiditischen Gelehrten ʿAlāʾ ad-Dīn al-Buchārī (gest. 1437) wird derjenige als Mulhid bezeichnet, der wie der Zindīq das Prophetentum Mohammeds anerkennt und die Riten des Islams nach außen hin verrichtet, in seinem Inneren aber Glaubenslehren anhängt, die nach übereinstimmender Ansicht Unglaube sind; im Unterschied zum Zindīqen nutzt der Mulhid aber auch lasterhaften Textauslegungen (taʾwīlāt fāsida), um mit ihnen auch verbotene Handlungen und sexuelle Beziehungen für erlaubt zu erklären. Nach al-Buchārī trifft diese Beschreibung auf Bātiniten und Wudschūditen zu. Mit letzteren meinte er die Vertreter der mystischen Wahdat-al-wudschūd-Lehre. Ein Beispiel für einen Vertreter dieser Lehre, der als Mulhid bezeichnet wurde, ist der bosnische Mystiker Mulhid Wahdatī (gest. 1598).

## Als moderne Bezeichnung für Atheisten
Im 20. Jahrhundert hat sich die Bedeutung des Begriffs im arabischen Sprachraum noch einmal gewandelt. Wichtig war hierbei der Artikel „Warum ich ein Mulhid bin“ (Li-māḏā anā mulḥid) von Ismāʿīl Ahmad Adham, der 1937 in der ägyptischen Zeitschrift al-Imām erschien. Ob es sich bei Ismāʿīl Adham wirklich um eine reale Person oder nur ein Pseudonym handelt, ist bisher noch nicht geklärt. Der Autor beschreibt jedenfalls in dem Artikel zunächst, wie er durch die streng religiöse Erziehung seines Vaters und die Lektüre verschiedener westlicher Denker wie Charles Darwin, Ernst Haeckel, René Descartes, Immanuel Kant, Georg Büchner und Aldous Huxley zum Atheismus gebracht wurde. Sodann breitet er sein Weltbild aus, demzufolge die Welt einem allumfassenden Gesetz des Zufalls unterworfen ist, der immer wieder neue Dinge hervorbringt. Der Dichter Ahmad Zakī Abū Schādī antwortete auf diesen Artikel mit der Schrift Warum ich ein Gläubiger bin (Li-māḏā anā mu'min), in dem er sein religiös-liberales Weltbild ausbreitete. Die beiden Schriften haben dazu geführt, dass Mulhid heute im arabischen Sprachraum für Personen verwendet wird, die sich vom islamischen Glauben abgewandt haben und atheistische Positionen vertreten.
Diese Bedeutung hat der Begriff auch in dem 1974 abgefassten Werk Ḥiwār maʿa ṣadīqī al-mulḥid („Ein Gespräch mit meinem Freund, dem Mulhid“) von dem ägyptischen Denker Mustafā Mahmūd. In dem Buch findet ein fiktives Gespräch zwischen dem Autor und einem westlich eingestellten Freund statt, der als ein atheistischer Intellektueller gezeichnet wird, der in Frankreich seinen Doktor gemacht und mit Hippies zusammengelebt hat. Dieser Intellektuelle versucht, dem Autor mit spitzfindigen Fragen die Zweifelhaftigkeit seiner Religion vor Augen zu führen, was ihm jedoch nicht gelingt, da der Autor auf alle Fragen überzeugende Antworten hat. Das Buch endet damit, dass sich beide – sowohl der Autor als auch der Diskussionsgegner – für die Sieger der Debatte halten. Als der Autor jedoch dem Mulhid die Vergänglichkeit und den illusionären Charakter der irdischen Freuden vor Augen führt, kommen diesem Zweifel an der Richtigkeit der eigenen Überzeugung. Sie verstärken sich, als der Autor ihn darauf hinweist, dass „ein religiöser Mensch im Leben nichts, ein Atheist im Leben hingegen alles zu verlieren habe“.